# Voszhod hordozórakéta
A Voszhod (oroszul: Восход ; GRAU-kódja: 11A57) az R–7 interkontinentális ballisztikus rakétán alapuló szovjet háromfokozatú hordozórakéta, melyet a Voszhod űrhajók és Zenyit felderítő műholdak indítására használtak az 1960-as évek elejétől az 1970-es évek közepéig.

## Története
A hordozórakétát az OKB–1 tervezőiroda fejlesztette ki az 1960-as évek elején. A Voszhod hordozórakéta a szintén háromfokozatú Vosztok hordozórakétán alapul. Utóbbi harmadik fokozatát, az E blokkot azonban egy nagyobb teljesítményű fokozattal, az I blokkal váltották fel, amely az R–9 interkontinentális ballisztikus rakéta második fokozatának módosított változata. Az I blokkba egy darab, kerozin- és folyékony oxigén-hajtóanyagú RD–0108 rakétahajtóművet építettek. Az erősebb harmadik fokozat lehetővé tette a 4730 kg tömegű Vosztok űrhajóknál nehezebb, 6300 kg tömegű Voszhod űrhajók alacsony Föld körüli pályára állítását.
A hordozórakéta első indítására 1963. november 16-án került a bajkonuri űrrepülőtérről, ekkor egy Zenyit–4 felderítő műholdat állított pályára Koszmosz–22 jelzéssel. A hordozórakétával először 1964. október 6-án indították a Voszhod űrhajót, Koszmosz–47 jelzéssel, személyzet nélkül. Az első, személyzettel ellátott űrhajó az 1964. október 12-én pályára állított Voszhod–1 volt, melyet a hordozórakétával indítottak. A Voszhod hordozórakéta utolsó startját 1976. június 29-én hajtották végre, amikor a Koszmosz–835 jelzésű Zenyit–4MK felderítő műholdat állították pályára. A kujbisevi Progressz vállalat által gyártott  hordozórakétával összesen 300 indítás történt. Feladatkörét a Szojuz hordozórakéta vette át.

## Poljot hordozórakéta
A Voszhod hordozórakéta harmadik fokozat nélküli változata volt az OKB–1 kujbisevi 3. sz. fiókintézetében kifejlesztett Poljot hordozórakéta, mellyel a szovjet műholdelhárító rendszer ISZ vadászműholdjainak technológiai tesztelésére szolgáló Poljot–1 és Poljot–2 műholdakat indították 1963–1964-ben. Az ISZ vadászműholdak indítására később a Ciklon hordozórakétákat használták.